# Bairdiocopina
Bairdiocopina – podrząd małżoraczków z podgromady Podocopa i rzędu Podocopida.
Małżoraczki o karapaksie gładkim lub punktowanym, w obrysie jego kształt określany jako bairdioidalny. Lewa klapa nachodzi na prawą. Zamek skomplikowanej budowy. Odciski mięśni zwieraczów zgrupowane są w trzy pary w przedniej kolumnie i jedną parę w tylnej kolumnie. Druga para czułków z drobnym, łuskowatym egzopoditem, opatrzonym w góra trzy drobne szczecinki. Przydatki piątej, szóstej i siódmej pary lokomotoryczne, służące kroczeniu. furka prętowata, drobno oszczeciniona. W grzbietowej części jelita środkowego zwykle można dostrzec jedną lub dwie kulki osadu. Jądra i jajniki nie wchodzą do jamy międzyblaszkowej klap karapaksu. Zwapniała blaszka wewnętrzna (lamella) stosunkowo szeroka. U samców występuje para szczoteczkowatych organów, brak natomiast narządu Zenkera.
Rozprzestrzenione kosmopolitycznie, najbardziej zróżnicowane na rafach.
Dotąd opisano około 270 gatunków współczesnych. Grupuje się je w 2 rodzinach zaliczanych do nadrodziny Bairdioidea Sars, 1865:
- Bairdiidae Sars, 1865
- Bythocyprididae Maddocks, 1969